# Тушув-Народовый (гмина)
Тушув-Народовый (пол. Tuszów Narodowy) — сельская гмина (волость) в Польше, входит как административная единица в Мелецкий повет, Подкарпатское воеводство. Население — 7421 человек (на 2004 год).

## Демография
| Перепись                       | Всего   | Всего | Женщины | Женщины | Мужчины | Мужчины |
| ------------------------------ | ------- | ----- | ------- | ------- | ------- | ------- |
| Единицы                        | человек | %     | человек | %       | человек | %       |
| Население                      | 7421    | 100   | 3697    | 49,8    | 3724    | 50,2    |
| Плотность населения (чел./км²) | 82,9    | 82,9  | 41,3    | 41,3    | 41,6    | 41,6    |

## Соседние гмины
1. Гмина Баранув-Сандомерский
2. Гмина Цмоляс
3. Гмина Гавлушовице
4. Гмина Мелец
5. Мелец
6. Гмина Падев-Народова